# Ichneumon nebularum
Ichneumon nebularum är en stekelart som beskrevs av Heinrich 1956. Ichneumon nebularum ingår i släktet Ichneumon och familjen brokparasitsteklar. Inga underarter finns listade i Catalogue of Life.